# Siarhiej Antonczyk
Siarhiej Antonawicz Antonczyk (biał. Сяргей Антонавіч Антончык, ros. Сергей Антонович Антончик, Siergiej Antonowicz Antonczik; ur. 1 kwietnia 1956 w Pleszczenicach) – białoruski polityk, działacz robotniczy i związkowy, w latach 1990–1996 deputowany do Rady Najwyższej Białoruskiej SRR / Rady Najwyższej Republiki Białorusi XII kadencji; członek Opozycji BNF – frakcji parlamentarnej organizacji Białoruski Front Ludowy (Biełaruski Narodny Front) – o charakterze antykomunistycznym i niepodległościowym. Antonczyk był autorem przedstawionego w 1994 roku sprawozdania o korupcji w otoczeniu prezydenta Alaksandra Łukaszenki i premiera Michaiła Czyhira, którego publikacja w prasie została zabroniona przez prezydenta. Gazety ukazały się wówczas z „białymi plamami”, co uważane jest za jeden z pierwszych jawnych przykładów łamania zasad demokracji i praworządności przez Łukaszenkę.

## Życiorys

### Młodość i działalność parlamentarna
Urodził się 1 kwietnia 1956 roku w osiedlu typu miejskiego Pleszczenice, w rejonie łohojskim obwodu mińskiego Białoruskiej SRR, ZSRR. Posiada średnie wykształcenie. Pracował jako galwanizer, aparaturowy w Mińskim Zjednoczeniu Produkcyjnym im. Lenina (obecnie Fabryka Budowy Przyrządów BiełWAR). Brał aktywny udział w antyradzieckiej opozycji od 1988 roku, tworząc podstawy białoruskiego ruchu robotniczego. Występował jako jeden z przywódców ruchu robotniczego i przewodniczących komitetu strajkowego podczas masowych wystąpień robotników w kwietniu 1990 roku (według innego źródła – w 1991 roku w Mińsku). 16 maja 1990 roku został deputowanym ludowym do Rady Najwyższej Białoruskiej SRR XII kadencji z Jasienińskiego Okręgu Wyborczego Nr 17 miasta Mińska. Pełnił w niej funkcję członka szeregu komisji parlamentarnych: Komisji Mandatowej, Komisji ds. Pracy, Cen, Zatrudnienia i Socjalnej Ochrony Ludności oraz Czasowej Komisji ds. Przywilejów. W 1993 roku wchodził w skład Czasowej Komisji ds. Badania Działalności Komercyjnych Struktur Utworzonych przy Organach Władzy Państwowej (zwanej potocznie „Komisją do Walki z Korupcją”), której przewodniczącym był Alaksandr Łukaszenka. Wraz z nim przygotowywał sprawozdanie o korupcji w kręgach władzy przedstawione w grudniu 1993 roku, które doprowadziło do gwałtownego wzrostu popularności Łukaszenki i przyczyniło się do jego wyboru na stanowisko prezydenta w 1994 roku. Był członkiem Opozycji BNF – frakcji parlamentarnej organizacji Białoruski Front Ludowy (Biełaruski Narodny Front) – o charakterze antykomunistycznym i niepodległościowym. Wchodził w skład tzw. „Gabinetu Cieni” Opozycji BNF. Kierował w nim Komitetem do Walki z Korupcją, był jednym z szefów „cieniowego” Ministerstwa Pracy, Ochrony Socjalnej i Kontroli nad Prywatyzacją. Brał udział w opracowaniu i przyjęciu Deklaracji o Państwowej Suwerenności Białorusi, przygotowaniu projektów ustaw na nadzwyczajnej sesji Rady Najwyższej 24–25 sierpnia 1991 roku, w czasie której ogłoszono niepodległość Białorusi. Był współautorem szeregu projektów ustaw przygotowanych przez Opozycję BNF.
Uczestniczył w głodówce deputowanych tej frakcji 11–12 kwietnia 1995 roku w Sali Owalnej parlamentu, ogłoszonej na znak protestu przeciwko zainicjowanemu przez prezydenta Łukaszenkę referendum na temat wprowadzenia języka rosyjskiego jako drugiego języka państwowego, zmiany symboli państwowych Białorusi (biało-czerwono-białej flagi i herbu Pogoni) na symbole nawiązujące do radzieckich, integracji ekonomicznej z Federacją Rosyjską i prawie prezydenta do rozwiązywania parlamentu. W nocy z 11 na 12 kwietnia został razem z innymi protestującymi wywleczony siłą z sali parlamentu przez zamaskowanych funkcjonariuszy wojska i służb specjalnych, pobity, wywieziony samochodem, a następnie wyrzucony na ulicy w centrum Mińska. Podczas strajku mińskiego metra w sierpniu 1995 roku został brutalnie zatrzymany przez służby specjalne i trzy dni przetrzymywany w odosobnieniu w jednym z oddziałów Ministerstwa Spraw Wewnętrznych. Jego kadencja w Radzie Najwyższej zakończyła się 9 stycznia 1996 roku.

### Sprawozdanie o korupcji
Rok po prezentacji przez Alaksandra Łukaszenkę raportu na temat korupcji, Siarhiej Antonczyk przygotował drugie, własne sprawozdanie o podobnym charakterze. 20 grudnia 1994 roku przedstawił w Radzie Najwyższej raport na temat korupcji, współpracy z mafią i nielegalnych transakcji handlowych dokonywanych przez najbliższych współpracowników prezydenta Alaksandra Łukaszenki oraz członków rządu Michaiła Czyhira. W swoim sprawozdaniu Antonczyk przedstawił prezydenta jako główne źródło korupcji, oskarżając go o świadome wprowadzenie skorumpowanych ludzi do polityki. Premier Czyhir został oskarżony o pranie brudnych pieniędzy, a szef Administracji Prezydenta Leanid Sinicyn – o nieuczciwe korzyści finansowe. Zaraz po odczycie Sinicyn i wielu innych wymienionych w raporcie polityków ogłosiło z trybuny, że podają się do dymisji, jednak w rzeczywistości żaden z nich tego nie uczynił. Rada Najwyższa skierowała sprawę do prokuratora generalnego Wasila Szaładonaua, który jednak uznał, że nie ma podstaw do podejmowania dalszych działań. Wbrew decyzji Rady Najwyższej Łukaszenka wydał rozporządzenie zabraniające publikacji sprawozdania w prasie. Z polecenia Łukaszenki na dziennikarzy naciskał Alaksandr Fiaduta. Gazety wykonały polecenie, ale wyszły z „białymi plamami” – pustymi polami w miejscu, gdzie miało zostać wydrukowane sprawozdanie – aby zademonstrować, że były naciskane politycznie. Redaktorzy, którzy nie podporządkowali się woli prezydenta, niebawem stracili pracę. Wkrótce potem szef administracji prezydenta Iwan Ciciankou wytoczył Antonczykowi proces o naruszenie dobrego imienia i godności. Antonczyk proces przegrał, a jego majątek został częściowo skonfiskowany.
Zdaniem Briana Maurice'a Bennetta, Siarhiej Antonczyk przygotował swoje sprawozdanie w poczuciu, że w raporcie Łukaszenki z grudnia 1993 roku nie wszystko zostało powiedziane, a także liczył, że prezentacja podniesie jego pozycję polityczną, tak jak to się stało rok wcześniej z Łukaszenką. Nie przewidział jednak, że w parlamencie minęło już zainteresowanie kwestią korupcji, a prezentacja będzie mieć mniejszą siłę oddziaływania, ponieważ nie była transmitowana przez radio i telewizję. Sprawa raportu Antonczyka i reakcji na niego Łukaszenki wywołała w Radzie Najwyższej debatę na temat ograniczania na Białorusi wolności słowa, wprowadzania cenzury i komentarze o możliwości impeachmentu prezydenta. Zdaniem Eugeniusza Mironowicza, wydarzenie to stanowiło jeden z pierwszych jawnych przykładów łamania przez prezydenta zasad demokracji i praworządności.

### Działalność po zakończeniu pracy w parlamencie
W 1999 roku Siarhiej Antonczyk brał aktywny udział w próbie przeprowadzenia przez Radę Najwyższą i opozycję wyborów prezydenckich, które jednak nie doprowadziły do wyłonienia nowego prezydenta. W 1999 roku stał na czele społecznego Funduszu Wspierania Bezrobotnych. Pod koniec lat dziewięćdziesiątych zajmował się tworzeniem niezależnych związków zawodowych. Stał na czele niezarejestrowanej organizacji „Robotnicza Samopomoc”. W czasie kampanii wyborczej poprzedzającej wybory prezydenckie w 2001 roku ogłosił zamiar kandydowania i do 15 czerwca 2001 roku zarejestrował swoją grupę inicjatywną. 19 lipca podał, że zebrała ona 116 tysięcy podpisów poparcia, co było liczbą wystarczającą do rejestracji (wymagano 100 tysięcy). Tego samego dnia jednak wycofał swoją kandydaturę i wszedł w skład sztabu wyborczego Michaiła Marynicza. Tłumaczył to chęcią pokazania przeciwnikom przykładu dobrowolnego szukania wspólnego kandydata sił demokratycznych. Zdaniem Alaksandra Piatkiewicza i Wolfa Rubinczyka w rzeczywistości Antonczyk nie zdołał zebrać koniecznej liczby podpisów. Wieczorem 9 września 2001 roku, po zakończeniu głosowania, wziął udział w demonstracji zwolenników opozycji przeciwko domniemanym naruszeniom prawa wyborczego. W latach 2002–2004 usiłował stworzyć organizację społeczną „Ojczyzna” zajmującą się działalnością humanitarną i obroną praw człowieka. Według jego słów, komitet organizacyjny miał przedstawicieli w 240 miejscowościach Białorusi, a organizacja miała zjednoczyć kilkaset tysięcy ludzi.
Siarhiej Antonczyk wielokrotnie był represjonowany i aresztowany. W kwietniu 1999 roku został zatrzymany pod zarzutem zorganizowania nielegalnego wiecu w fabryce w Orszy. Po tym, jak świadkowie zmienili swoje zeznania (przedtem twierdzili, że wiec się odbył), skazany został na grzywnę 10 mln rubli białoruskich za publiczne odpowiadanie na pytania robotników, czym naruszył art. 167.1 Kodeksu Wykroczeń Administracyjnych Republiki Białorusi. W latach 2004–2005 władze wielokrotnie przeszkadzały w przeprowadzeniu zebrania założycielskiego „Ojczyzny” w Mińsku. 5 października 2004 roku Antonczyka ukarano 15 dniami aresztu po tym, jak uznano go winnym zorganizowana „niesankcjonowanego zebrania” w biurze własnej organizacji (inne źródło podaje, że Antonczyk został ukarany grzywną za „niesankcjonowane zebranie” w prywatnym mieszkaniu; nie jest jasne, czy chodzi o to samo zdarzenie). Na przełomie 2005 i 2006 roku zrezygnował z działalności politycznej ze względu na chorobę serca. Mimo to, nadal był represjonowany przez władze. Rankiem 10 marca 2006 roku, na kilka dni przed wyborami prezydenckimi, został zatrzymany wraz z synem Alaksandrem na przystanku niedaleko domu, gdzie odprowadzał syna do pracy. Obaj zostali skazani na 15 dni aresztu za niecenzuralne słownictwo i stawianie oporu milicji. Ze względu na swoją działalność polityczną Antonczyk przez wiele lat nie był w stanie znaleźć żadnej pracy. W 2008 roku pracował przy załadunku.

## Poglądy i oceny
Podczas kampanii wyborczej w 2001 roku Siarhiej Antonczyk stawiał na poparcie związków zawodowych oraz kładł nacisk na pracę wśród elektoratu Łukaszenki. Liczył na to, że uda mu się „uzdrowić” 15–20% wyborców, którzy deklarowali oddanie głosu na dotychczasowego przywódcę państwa. Według Antonczyka opozycja tego nie dokonała, licząc na zwycięstwo przy pomocy swoich wyborców. W razie zwycięstwa w wyborach prezydenckich Siarhiej Antonczyk deklarował przeprowadzenie na szeroką skalę reform ekonomicznych. Sukcesu białoruskiej gospodarki upatrywał w przekazaniu jej w ręce młodych i prężnych profesjonalistów. Drugim punktem jego planu było zmniejszenie zależności od Federacji Rosyjskiej na rzecz Unii Europejskiej. Trzecim i ostatnim – unieważnienie dotychczasowych antynarodowych ustaw.
W 2010 roku Zianon Pazniak opisał w swoich wspomnieniach Siarhieja Antonczyka z początku lat 90. następująco:

znany bojownik z komuno-sowieckim reżimem, dusza-człowiek, z przenikliwą, wrodzoną inteligencją i przyjaznym charakterem (…) nomenklatura wytrwale go nienawidziła.

## Życie prywatne
Siarhiej Antonczyk jest żonaty, ma troje dzieci. Jest bezpartyjny. Jeden z jego synów, Alaksandr, jest żonaty i pracuje jako monter okien zespolonych.

## Odznaczenia
- Medal 100-lecia Białoruskiej Republiki Ludowej – 2019[22]